# Ana Pombo
Ana Pombo (* 5. März 1969 in Portugal) ist eine portugiesische Wissenschaftlerin am Max-Delbrück-Centrum für Molekulare Medizin in der Helmholtz-Gemeinschaft (MDC) und Professorin an der Humboldt-Universität zu Berlin. Sie leitet die Abteilung des Forschungsteams für Medizinische Systeme der Biologie am Berliner Institut für Medizinische Systembiologie (BIMSB). Ihr Schwerpunkt ist Zell- und Molekularbiologie und Genomik. Seit 2018 ist sie gewähltes Mitglied der European Molecular Biology Organization (EMBO), wo sie zur epigenetischen Regulation und Chromatinarchitektur arbeitet. Sie forscht zu Genetik und RNA-Biologie.

## Studium
Von 1988 bis 1992 studierte Pombo Biochemie an der Universität Lissabon und schloss ihr Studium mit dem Bachelor und dem Master erfolgreich ab. Im Anschluss promovierte sie 1998 in physiologische Wissenschaften an der Sir William Dunn School of Pathology der Universität Oxford.

## Forschung
In ihrer Forschung beschäftigt sich Ana Pombo mit der Charakterisierung und Interaktion von Genregulation und Genomarchitektur. Dabei werden die Mechanismen der Genexpression vielschichtig untersucht. Die lokale Wirkung von Transkriptionsfaktoren bis hin zu Chromatin-Looping-Ereignissen werden analysiert einschließlich regulatorischer DNA-Sequenzen. Die Forschung geht bis zur Verbindung regulierter Genen und Positionierung ganzer Chromosomen in Zellkernen.

## Auszeichnungen
- 1997–2000 Hayward Junior Research Fellowship, Oriel College, Oxford, UK[9]
- 1998–2002 Royal Society Dorothy Hodgkin Fellowship, University of Oxford und MRC Clinical Sciences Centre, London, UK[10]
- 2007 Robert-Feulgen-Preis, Gesellschaft für Histochemie[11]
- 2018 Mitglied der European Molecular Biology Organization (EMBO)[12]
- 2025 Gottfried Wilhelm Leibniz-Preis